# فرودگاه بین‌المللی بریانسک
فرودگاه بین‌المللی بریانسک (به انگلیسی: Bryansk International Airport) (به زبان بومی: Международный аэропорт "Брянск") یک فرودگاه همگانی با کد یاتا BZK است که یک باند فرود بتن دارد و طول باند آن ۲۴۰۰ متر است. این فرودگاه در شهر بریانسک کشور روسیه قرار دارد و در ارتفاع ۲۰۲ متری از سطح دریا واقع شده‌است.

## شرکت‌های هواپیمایی و مقصدهای پروازی
| شرکت‌های هواپیمایی | مقصدهای پروازی  |
| ----------------- | --------------- |
| ساراتوف ایرلاینز  | فصلی: سیمفروپول |
| اس۷ ایرلاینز      | پالکوو          |